# Resley Kessels
Resley Kessels (Roermond, 30 augustus 2006) is een Nederlandse voetballer die doorgaans speelt als vleugelaanvaller.

## Clubcarrière
Kessels maakte op jonge leeftijd in 2014 de overstap van SC Leeuwen naar de jeugdopleiding van VVV-Venlo, waar hij gold als een groot talent en werd geselecteerd voor jeugdteams van het Nederlands Elftal. In juli 2023 mocht hij als 16-jarige zijn eerste speelminuten maken in het eerste elftal tijdens een oefenwedstrijd tegen TOP Oss. Enkele weken later raakte hij echter zwaar geblesseerd en moest daardoor ruim een jaar revalideren. In november 2024 scoorde de Roermondenaar direct een doelpunt tijdens zijn officiële debuut bij VVV O21. Als gevolg van een blessuregolf bij het eerste elftal beleefde Kessels op 28 februari 2025 zijn officiële profdebuut, toen hij tijdens een met 5-0 verloren uitwedstrijd bij SC Cambuur in de 23e minuut in het veld kwam voor de geblesseerd uitgevallen Thijme Verheijen.

### Clubstatistieken
| 2024/25                             | VVV-Venlo | Eerste divisie | 3 | 0 | 0 | 0 | — | — | 3 | 0 |
| 2025/26                             | VVV-Venlo | Eerste divisie | 0 | 0 | 0 | 0 | — | — | 0 | 0 |
| Totaal                              | Totaal    | Totaal         | 3 | 0 | 0 | 0 | 0 | 0 | 3 | 0 |
| Bijgewerkt tot en met 14 maart 2025 |           |                |   |   |   |   |   |   |   |   |